# Euphorbia ogadenensis
Euphorbia ogadenensis es una especie fanerógama perteneciente a la familia de las euforbiáceas. Es endémica de Etiopía.

## Descripción
Es un arbusto o árbol que alcanza un tamaño  de 1.5 a 3.5 m de altura, con hojas oblanceoladas de 9x4, 5 cm, no espinosas.

## Ecología
Se encuentra en las colinas de grava y piedra caliza con escasos matorrales a una altitud de 300-450 metros.
Está relacionada con Euphorbia noxia y Euphorbia friesiorum.

## Taxonomía
Euphorbia ogadenensis fue descrita por P.R.O.Bally & S.Carter y publicado en Kew Bulletin 40(4): 819. 1985.
Etimología
Euphorbia: nombre genérico que deriva del médico griego del rey Juba II de Mauritania (52 a 50 a. C. - 23), Euphorbus, en su honor – o en alusión a su gran vientre –  ya que usaba médicamente Euphorbia resinifera. En 1753 Carlos Linneo asignó el nombre a todo el género.
ogadenensis: epíteto geográfico que alude a su localización en Ogaden.